# Vladlove
Vladlove (яп.  ぶらどらぶ Бурадорабу) — оригинальный ONA-сериал, созданный компанией DRIVE за авторством Мамору Осии. Режиссёром сериала выступил Дзюндзи Нисимура, Мамору Осии обозначен как «главный режиссёр» проекта. Первая часть сериала вышла 14 февраля 2021 года. Сериал представляет собой комедию, снятую в стиле буффонады, в которой рассказывается о девушке-вампире и ученице средней школы.

## Сюжет
Старшеклассница Мицугу Бамба просто помешана на сдаче крови, настолько, что постоянно сдает её. Однажды она встречает прекрасную бледную девушку-иностранку, которая сразу начинает ругать станцию переливания крови, а потом теряет сознание. Мицугу приносит незнакомку к себе домой.

## Персонажи
Мицугу Бамба (яп. 絆播 貢 Бамба Мицугу)
Сэйю: Аянэ Сакура
Май Влад Трансильвания (яп. マイ・ブラド・トランシルヴァニア Май Бурадо Торансируваниа)
Сэйю: Рина Хидака
Тихиро Тимацури (яп. 血祭 血比呂 Тимацури Тихиро)
Сэйю: Роми Паку
Нами Унтэн (яп. 雲天 那美 Унтэн Нами)
Сэйю: Ю Кобаяси
Маки Ватабэ (яп. 渡部 マキ Ватабэ Маки)
Сэйю: Саори Хаями
Каору Конно (яп. 紺野 カオル Конно Каору)
Сэйю: Канако Такацуки
Дзинко Сумида (яп. 墨田 仁子 Сумида Дзинко)
Сэйю: Ёко Хикаса

## Производство
Впервые об аниме было объявлено в мае 2019 года, подробности были раскрыты в июне. Создателем сериала выступает Мамору Осии, написавший сценарий и сделавший раскадровку его половины, на студии DRIVE при участии Production I.G. Режиссёром выступает Дзюндзи Нисимура, за дизайн персонажей отвечает Иссэй Арагаки, музыку подготовил Кэндзи Каваи. Осии объявил, что аниме сфокусировано на пяти молодых девушках и не будет иметь выдающихся мужских персонажей. В основу общей концепции и персонажей легла мобильная игра 2013 года Chimamire Mai Love.
Сериал продюсируется целиком и полностью Ichigo Animation, подразделением Ichigo Inc., что, согласно The Japan Times, является новым финансовым решением в японской индустрии аниме, которое в отличие от «склеротичной системы производственных комитетов» даёт режиссёрам больше свободы.
Начальной темой «Mai Version» сериала служит «Winds of Transylvania» в исполнении Lovebites, выбранной Осии и Нисимура за схожесть членов группы и её концепта с главными героями сериала и его темами. Члены Lovebites появляются в начальных титрах, в ходе которых персонажи аниме исполняют песню, повторяя за музыкантами. «Where You Are», исполненная Канако Такацуки и Карин Исобэ в составе юнита BlooDye, звучит в начале «Mitsugu Version» начальной заставки. Алан и Аяса исполняют завершающую песню «Akai Ame» (яп. 赤い雨) для японской версии сериала, тогда как в международных звучит инструментальная «Shingetsu» (яп. 新月), исполняемая только Аясой.
Премьера сериала изначально планировалась в апреле 2020 года, но была отложена на октябрь. 8 мая 2020 года стало известно, что из-за пандемии COVID-19 она будет отложена повторно. Предпоказ первой серии был осуществлён 18 декабря 2020 года. Продюсеры сериала надеялись сначала показать его по телевидению, но не вышло. Сериал был выпущен в различных стриминговых сервисах, включая AbemaTV, Prime Video Japan и Crunchyroll. Первые шесть серий аниме вышли 14 февраля 2021 года, последние — 14 марта 2021 года.

## Критика
Превью сериала в большинстве своем получило низкие оценки критиков. Отзывы и мнения критиков сильно расходятся в оценке сериала. Одни отмечают прекрасную визуальную составляющую, включая детальные фоны, реалистичных персонажей и плавную анимацию, другие сравнивают окружение с пожелтевшими фотографиями, контрастирующими с героями, а дизайн персонажей называют устаревшим. Одни считают концепцию сюжета актуальной и интересной, другие отмечают, что сюжет — слабое место сериала. Основной проблемой в большинстве случаев называют юмор: он работает не для всех, некоторые считают, что аниме слишком сильно старается быть смешным, другие сравнивают с комедией 1980-х.

## Примечание
1. ↑  Mamoru Oshii Unveils Vladlove Vampire 'Girls-Meets-Girl' Comedy Anime Show (англ.). Anime News Network (15 мая 2019). Дата обращения: 22 декабря 2019. Архивировано 9 сентября 2019 года.
2. ↑  Ghost in the Shell Director Mamoru Oshii Creates New Anime Series for 2020. Anime News Network (15 мая 2019). Дата обращения: 22 декабря 2019. Архивировано 4 апреля 2020 года.
3. ↑  Ruh, Brian. You Give Love a Vlad Name – A Preview and Primer for Vladlove. Anime News Network (10 февраля 2021). Дата обращения: 10 февраля 2021. Архивировано 22 февраля 2021 года.
4. ↑  Kelts, Roland. Anime's Aging but Active Artists: Mamoru Oshii on his Latest Project, 'Vladlove' (англ.). The Japan Times (4 июля 2019). Дата обращения: 6 марта 2020. Архивировано 5 июля 2019 года.
5. ↑  LOVEBITES' New Song to Feature in Upcoming Series VLADLOVE from Anime Masterminds Mamoru Oshii and Junji Nishimura. JPU Records (5 ноября 2020). Дата обращения: 5 ноября 2020. Архивировано 30 ноября 2020 года.
6. ↑  Komatsu, Mikikazu. Girls Rock Out Hard in Mamoru Oshii's New Anime VLADLOVE OP Movie. Crunchyroll (4 декабря 2020). Дата обращения: 4 декабря 2020. Архивировано 9 декабря 2020 года.
7. ↑  Love Live! Sunshine!! Hanamaru VA Kanako Takatsuki Forms New Unit "BlooDye". Crunchyroll (10 июня 2019). Дата обращения: 22 декабря 2019. Архивировано 2 июля 2019 года.
8. 1 2  Hodgkins, Crystalyn. Mamoru Oshii's VladLove Vampire Comedy Anime Has Formal Net Debut on February 14. Anime News Network (28 декабря 2020). Дата обращения: 28 декабря 2020. Архивировано 3 марта 2021 года.
9. ↑  ぶらどらぶ公式 [VLADLOVE_ANIME]. ぶらどらぶ特派員（委員長）押井、西村両監督をはじめ、主要制作スタッフとの協議の結果、面白い企画があり、「ぶらどらぶ」公開は、2020年秋にいたします。2020年1月以降に『素敵な情報』を次々公開していく予定です。ぜひお楽しみに！※押井総監督といちごの代表長谷川. [твит]. Твиттер (10 декабря 2019). Дата обращения: 10 декабря 2019.
10. ↑  Sherman, Jennifer. Mamoru Oshii's VladLove Anime Delayed Due to COVID-19. Anime News Network (8 мая 2020). Дата обращения: 8 мая 2020. Архивировано 13 мая 2020 года.
11. ↑  ぶらどらぶ公式 [VLADLOVE_ANIME]. Special Edition of VLADLOVE Episode 1 Released Today on VLADLOVE’s Official YouTube Channel! #VLADOLOVE #anime. [твит]. Твиттер (17 декабря 2020). Дата обращения: 17 декабря 2020.
12. ↑  Luster, Joseph. Crunchyroll Adds VLAD LOVE Anime to Streaming Lineup. Crunchyroll (4 февраля 2021). Дата обращения: 4 февраля 2021. Архивировано 4 марта 2021 года.
13. 1 2 3 4  The Winter 2021 Preview Guide - Vladlove (англ.). Anime News Network (3 января 2021). Дата обращения: 23 февраля 2021. Архивировано 19 февраля 2021 года.